# Pristimantis ocellatus
Espèce
Synonymes
- Eleutherodactylus ocellatus Lynch & Burrowes, 1990

Statut de conservation UICN

 EN  : En danger
Pristimantis ocellatus est une espèce d'amphibiens de la famille des Craugastoridae.

## Répartition
Cette espèce se rencontre sur le versant Ouest de la cordillère Occidentale :
- dans le nord-ouest de l'Équateur dans les provinces de Carchi, d'Esmeraldas et d'Imbabura entre 1 200 et 2 600 m d'altitude ;
- dans le sud-ouest de la Colombie dans les départements de Cauca et de Nariño entre 1 255 et 1 780 m d'altitude.

## Description
La femelle holotype mesure 45,7 mm.

## Publication originale
- Lynch & Burrowes, 1990 : The frogs of the genus Eleutherodactylus (family Leptodactylidae) at the La Planada Reserve in southwestern Colombia with descriptions of eight new species. Occasional Papers of the Museum of Natural History University of Kansas, no 136, p. 1-31 (texte intégral).